# 似派克花介
似派克花介（学名：Pacambocythere similis）为粗面介科派克花介屬下的一个种。